# Rhondda (circonscription du Senedd)
Ne doit pas être confondu avec Rhondda (circonscription britannique).
Rhondda est une circonscription de l'Assemblée nationale du pays de Galles.

## Membres de l'Assemblée
| Élection | Élection | Membre           | Parti       | Portrait |
| -------- | -------- | ---------------- | ----------- | -------- |
|          | 1999     | Geraint Davies   | Plaid Cymru |          |
|          | 2003     | Leighton Andrews | Labour      |          |
|          | 2016     | Leanne Wood      | Plaid Cymru |          |

## Élections

### Élections dans les années 2010
| Élections de l'Assemblée galloise 2016: Rhondda |                                  |                                  |        |       |       |
| Parti                                           | Parti                            | Candidat                         | Votes  | %     | ±     |
|                                                 | Plaid Cymru                      | Leanne Wood                      | 11,891 | 50.6  | +21.1 |
|                                                 | Labour                           | Leighton Andrews                 | 8,432  | 35.9  | −27.3 |
|                                                 | UKIP                             | Stephen Clee                     | 2,203  | 9.4   | +9.4  |
|                                                 | Conservateur                     | Maria Hill                       | 528    | 2.2   | −2.6  |
|                                                 | Green                            | Pat Matthews                     | 259    | 1.1   | +1.1  |
|                                                 | Liberal Democrats                | Rhys Taylor                      | 173    | 0.7   | −1.7  |
| Majorité                                        | Majorité                         | Majorité                         | 3,459  | 14.7  | −18.9 |
| Participation                                   | Participation                    | Participation                    | 23,486 | 47.2  | +9.2  |
|                                                 | Plaid Cymru vainqueur sur Labour | Plaid Cymru vainqueur sur Labour | Swing  | +22.2 |       |

| Élections de l'Assemblée galloise 2011: Rhondda |                   |                  |        |      |      |
| Parti                                           | Parti             | Candidat         | Votes  | %    | ±    |
|                                                 | Labour            | Leighton Andrews | 12,650 | 63.2 | +4.9 |
|                                                 | Plaid Cymru       | Sera Evans-Fear  | 5,911  | 29.5 | −0.6 |
|                                                 | Conservateur      | James Jeffreys   | 969    | 4.8  | −0.3 |
|                                                 | Liberal Democrats | George Summers   | 497    | 2.5  | −4.0 |
| Majorité                                        | Majorité          | Majorité         | 6,739  | 33.6 | +5.5 |
| Participation                                   | Participation     | Participation    | 20,027 | 38   | −4.1 |
|                                                 | Labour hold       | Labour hold      | Swing  | +2.8 |      |

### Élections dans les années 2000
| Élections de l'Assemblée galloise 2007: Rhondda |                   |                  |        |      |      |
| Parti                                           | Parti             | Candidat         | Votes  | %    | ±    |
|                                                 | Labour            | Leighton Andrews | 12,875 | 58.2 | −3.4 |
|                                                 | Plaid Cymru       | Jill Evans       | 6,660  | 30.1 | +3.1 |
|                                                 | Liberal Democrats | Karen Roberts    | 1,441  | 6.5  | +3.5 |
|                                                 | Conservateur      | Howard Parsons   | 1,131  | 5.1  | +2.9 |
| Majorité                                        | Majorité          | Majorité         | 6,215  | 28.1 | −6.5 |
| Participation                                   | Participation     | Participation    | 22,107 | 42.1 | −3.5 |
|                                                 | Labour hold       | Labour hold      | Swing  | −3.3 |      |

| Élections de l'Assemblée galloise 2003: Rhondda |                                  |                                  |        |       |       |
| Parti                                           | Parti                            | Candidat                         | Votes  | %     | ±     |
|                                                 | Labour                           | Leighton Andrews                 | 14,170 | 61.6  | +21.1 |
|                                                 | Plaid Cymru                      | Geraint Davies                   | 6,216  | 27.0  | −21.7 |
|                                                 | Indépendant                      | Jeffrey Gregory                  | 909    | 4.0   | N/A   |
|                                                 | Liberal Democrats                | Veronic Watkins                  | 680    | 3.0   | −1.7  |
|                                                 | UKIP                             | Kunnathur T. Rajan               | 524    | 2.3   | N/A   |
|                                                 | Conservateur                     | Paul J. Williams                 | 504    | 2.2   | −0.6  |
| Majorité                                        | Majorité                         | Majorité                         | 7,954  | 34.6  |       |
| Participation                                   | Participation                    | Participation                    | 23,003 | 45.6  | −4.6  |
|                                                 | Labour vainqueur sur Plaid Cymru | Labour vainqueur sur Plaid Cymru | Swing  | +21.4 |       |

### Élections dans les années 1990
| Élections de l'Assemblée galloise 1999: Rhondda |                                       |                 |        |      |     |
| Parti                                           | Parti                                 | Candidat        | Votes  | %    | ±   |
|                                                 | Plaid Cymru                           | Geraint Davies  | 13,558 | 48.7 | N/A |
|                                                 | Labour                                | Wayne David     | 11,273 | 40.5 | N/A |
|                                                 | Liberal Democrats                     | Meurig Williams | 1,303  | 4.7  | N/A |
|                                                 | Indépendant                           | Glyndwr Summers | 913    | 3.3  | N/A |
|                                                 | Conservateur                          | Peter Hobbins   | 774    | 2.8  | N/A |
| Majorité                                        | Majorité                              | Majorité        | 2,285  | 8.2  | N/A |
| Participation                                   | Participation                         | Participation   | 27,821 | 50.2 | N/A |
|                                                 | Plaid Cymru Vainqueur (nouveau siège) |                 |        |      |     |